# Atletica leggera ai Giochi della X Olimpiade - Staffetta 4×400 metri
La competizione della staffetta 4×400 metri maschile di atletica leggera ai Giochi della X Olimpiade si tenne nei giorni 6 e 7 agosto 1932 al Memorial Coliseum di Los Angeles.

## L'eccellenza mondiale
| Record mondiale: 11 agosto 1928    | 3'13”4 | Stati Uniti | Presenti |
| Record olimpico: 1928 (5 agosto)   | 3'14”2 | Stati Uniti | Presenti |
| Migliore prestazione europea: 1928 | 3'14”8 | Germania    | Presente |

## Risultati
Gli Stati Uniti battono il primato mondiale in batteria con 3'11”8. 

Gli americani sono gli unici a potere correre in tempi vicini ai 47" al giro. Si migliorano ulteriormente in finale e vincono con il nuovo record del mondo.

### Batterie
| Pos. | Nazione     | Atleti                                                      | Tempo  |
| ---- | ----------- | ----------------------------------------------------------- | ------ |
| 1    | Stati Uniti | Ivan Fuqua Edgar Ablowich Karl Warner Bill Carr             | 3'11"8 |
| 2    | Italia      | Giacomo Carlini Giovanni Turba Mario De Negri Luigi Facelli | 3'22"8 |
| 3    | Germania    | Jochen Büchner Walter Nehb Adolf Metzner Otto Peltzer       | 3'25"4 |

| Pos. | Nazione       | Atleti                                                       | Tempo  |
| ---- | ------------- | ------------------------------------------------------------ | ------ |
| 1    | Giappone      | Itaro Nakajima Iwao Masuda Seikan Oki Teiichi Nishi          | 3'16"8 |
| 2    | Gran Bretagna | Crew Stoneley Tommy Hampson David Burghley Godfrey Rampling  | 3'21"8 |
| 3    | Canada        | Ray Lewis James Ball Phil Edwards Alex Wilson                | 3'21"8 |
| 4    | Messico       | Ricardo Arguello Jesús Moraila Manuel Álvarez Carlos de Anda | 3'28"5 |

### Finale
| Pos.    | Nazione       | Atleti                                                              | Tempo ufficiale | Tempo elettrico |
| ------- | ------------- | ------------------------------------------------------------------- | --------------- | --------------- |
| Oro     | Stati Uniti   | Ivan Fuqua 47"1 Edgar Ablowich 47"6 Karl Warner 47"3 Bill Carr 46"2 | 3'08"2          | 3'08"14         |
| Argento | Gran Bretagna | Crew Stoneley Tommy Hampson David Burghley Godfrey Rampling         | 3'11"2          |                 |
| Bronzo  | Canada        | Ray Lewis James Ball Phil Edwards Alex Wilson                       | 3'12"8          |                 |
| 4       | Germania      | Jochen Büchner Walter Nehb Adolf Metzner Otto Peltzer               | 3'14"4          |                 |
| 5       | Giappone      | Itaro Nakajima Iwao Masuda Seikan Oki Teiichi Nishi                 | 3'14"6          |                 |
| 6       | Italia        | Giacomo Carlini Giovanni Turba Mario De Negri Luigi Facelli         | 3'17"8          |                 |

Il primato stabilito a Los Angeles, che è il primo tempo inferiore ai 3'10", rimarrà imbattuto per vent'anni e sarà uno dei più longevi della specialità.